# Sedoxe
Sedoxe (em persa médio: Sēd-ōš) foi um oficial parta do século VI, membro da Casa de Mirranes, ativo no reinado do xá Cosroes I (r. 531–579). É conhecido através de seu selo segundo o qual era aspabedes do distrito (custe) do Azerbaijão.